# Ponte bowstring

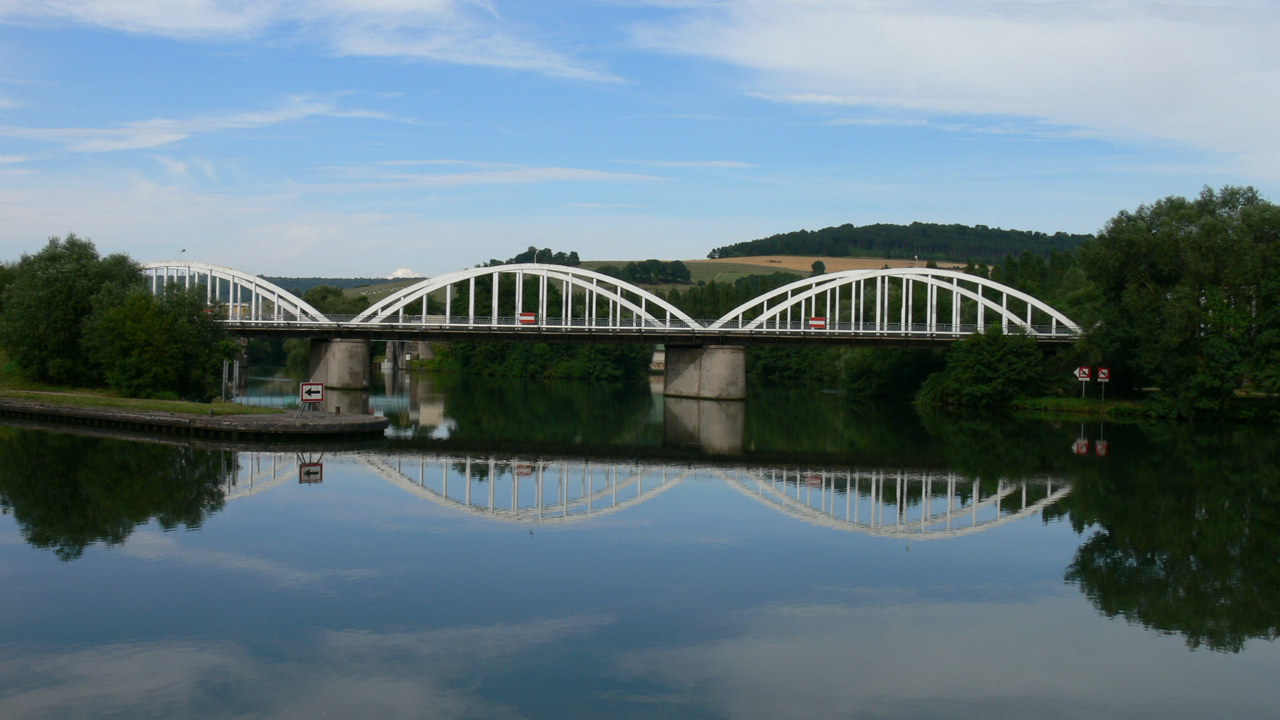
Ponte sulla Mosella tra Frouard e Pompey

Un ponte bow-string (in italiano più precisamente: ponte ad arco-tirante o ponte ad arco a spinta eliminata) è un tipo di infrastruttura munita di un piano stradale avente sia funzione di tirante che di travi laterali (in arco al di sopra del piano) che sono incastrate l'una entro l'altra alle estremità. Nella campata il piano stradale è tenuto da tiranti verticali collegati all'arco

## Origine dell'espressione
È la traduzione incompleta dell'inglese bow-string bridge, letteralmente «ponte a corda d'arco» o «d'archetto» (ove string = «corda» e bow = « arco » o « archetto»).

## Principio meccanico
Questo tipo di ponte comporta una soletta collegata a ciascuna delle estremità dell'arco, denominata tirante, il cui effetto è lavorare in trazione e riprendere tutti gli sforzi orizzontali trasmessi dall'arco, il che significa che sulle spallette di appoggio di questo tipo di ponte gravano solo sforzi verticali.
Il vantaggio di questo tipo di ponti consiste nello scarso ingombro sotto il piano stradale (importante nelle opere che sovrastano vie navigabili), ma anche nel fatto che gli sforzi sugli appoggi sono solo verticali, cioè non vi sono spinte orizzontali.

### Esempio

Struttura di ponte bow-string ad arco unico centrale

Un autocarro attraversa il ponte sul piano stradale: 
1. Il peso dell'automezzo crea uno sforzo sul piano stradale e quindi la sua flessione
2. Il piano così flesso provoca una tensione nei tiranti che lo sospendono all'arco.
3. Questi tiranti trasmettono i loro sforzi di trazione provenienti dal piano stradale sull'arco stesso (travi laterali).
4. L'arco va in compressione, a causa dei tiranti.
5. La compressione dell'arco agisce alle sue estremità sul piano stradale, che subisce così uno sforzo di trazione che contrasta la flessione dovuta al peso dell'automezzo.
6. La flessione del piano stradale viene così diminuita dal proprio sforzo trasmesso ai tiranti collegati all'arco.

## Galleria di pontibow-string

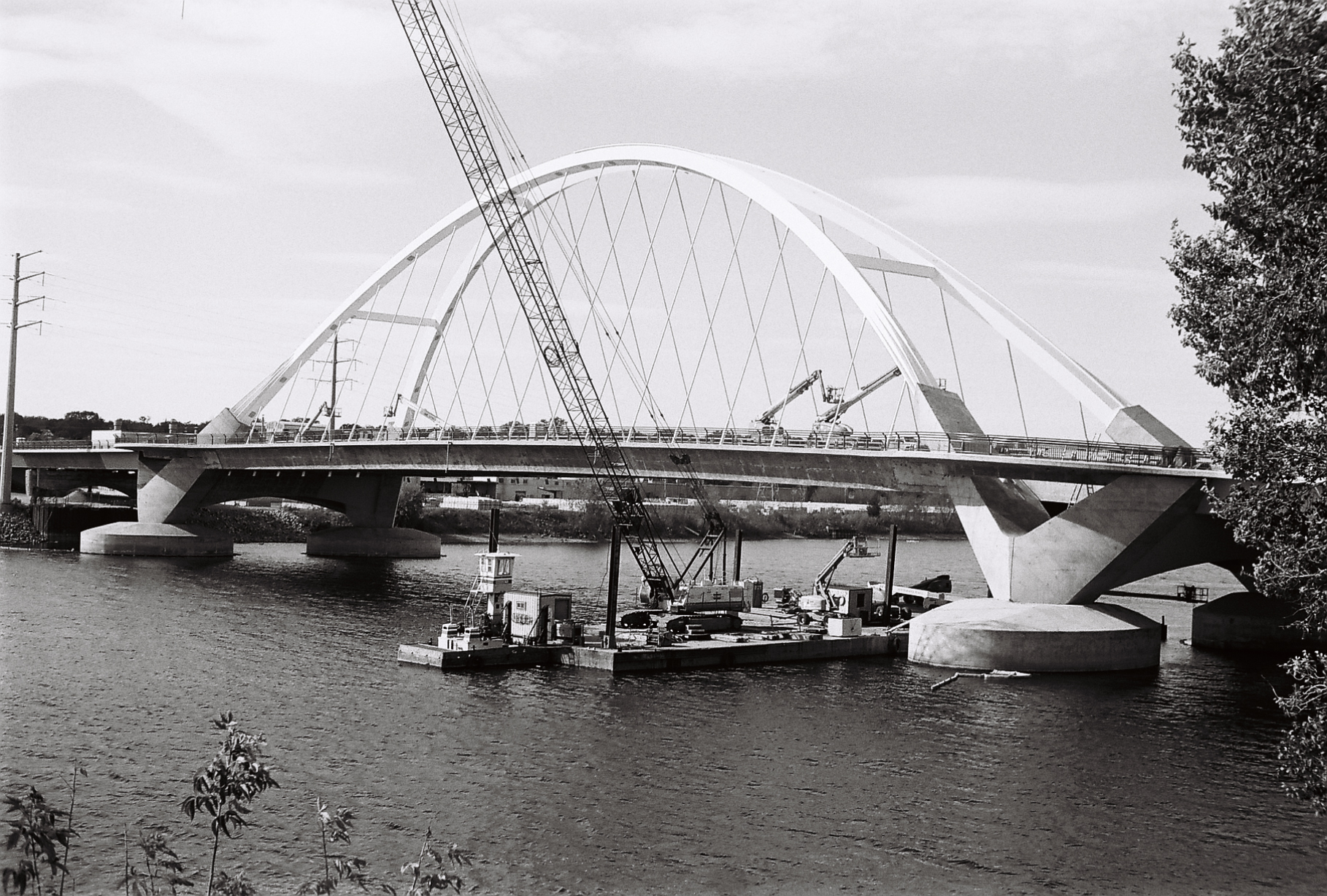
Il nuovo Lowry Avenue Bridge a Minneapolis lungo la Lowry Avenue sul fiume Mississippi.
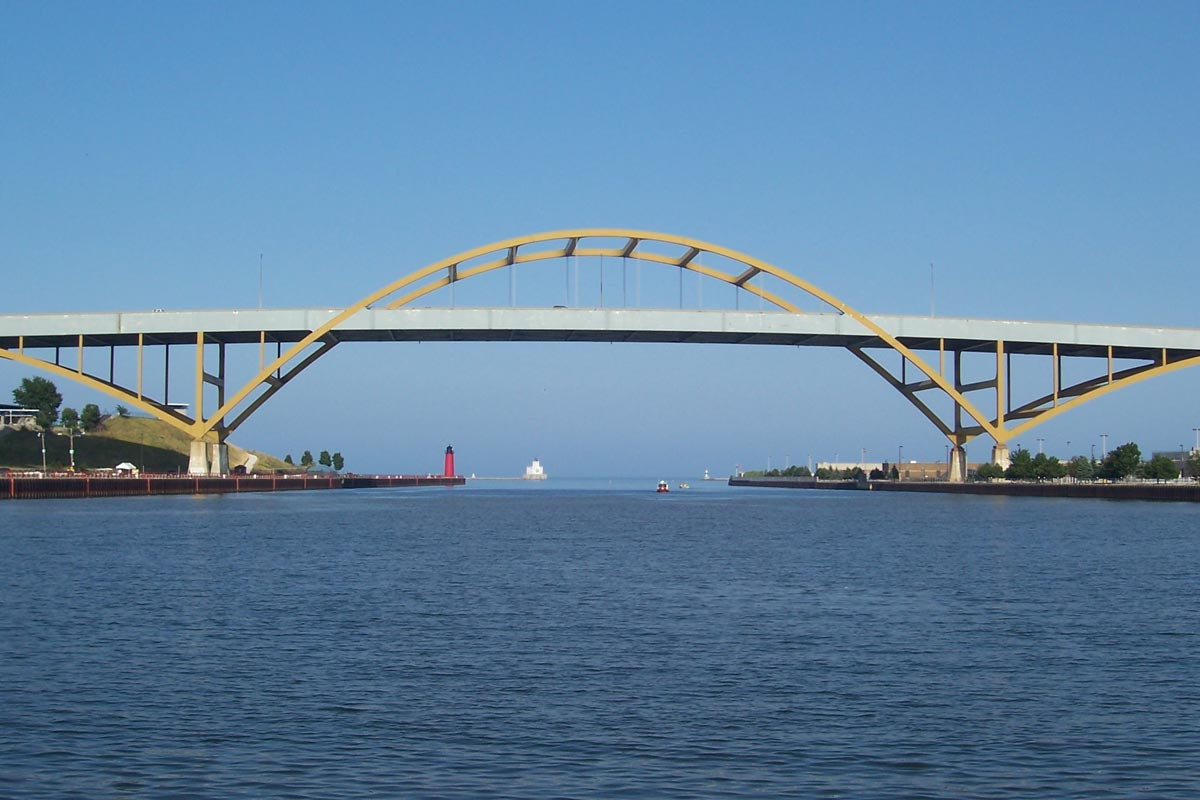
Lo Hoan Bridge è un ponte bow-string, della Interstate 794 sul Milwaukee a Milwaukee, Wisconsin.
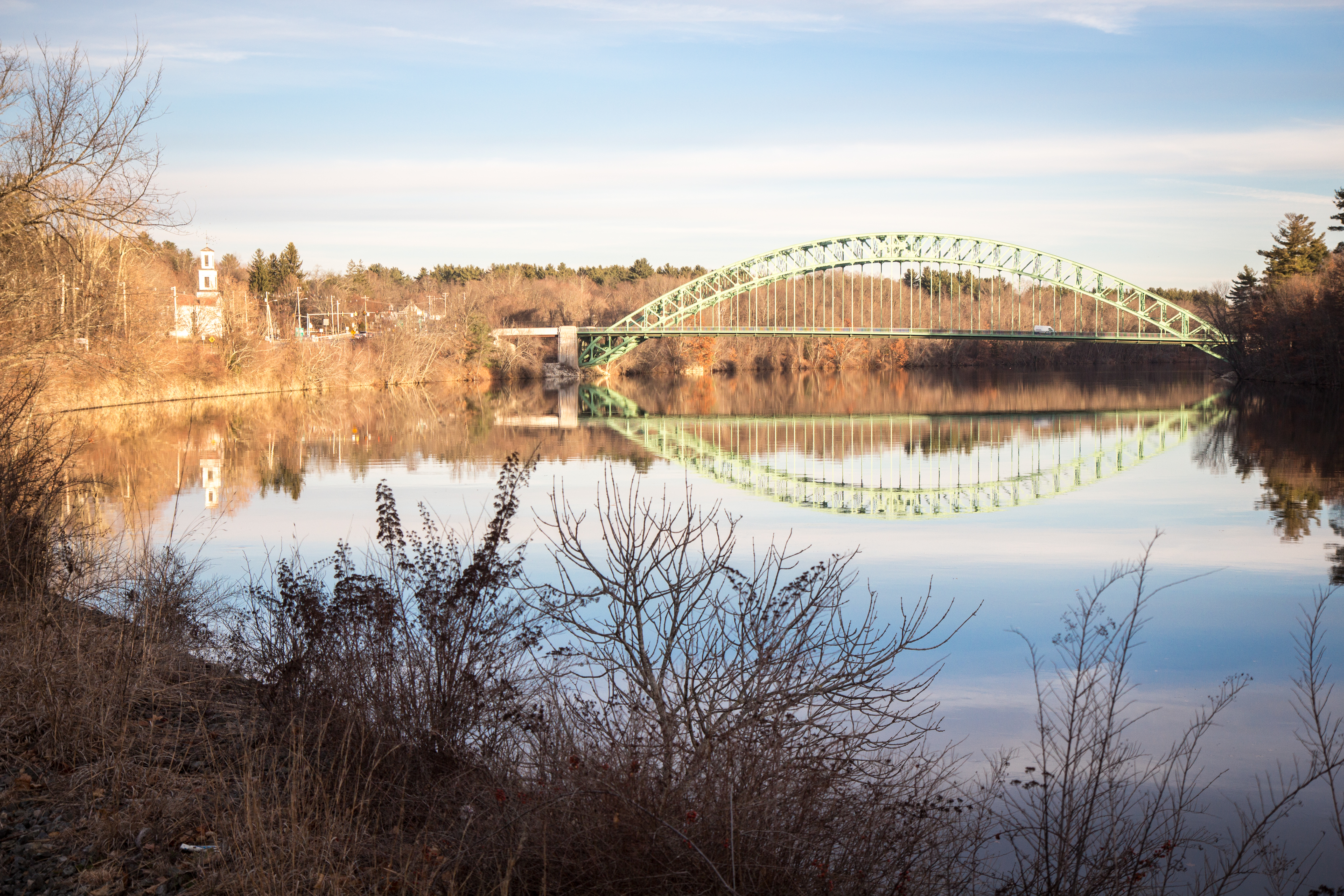
Il Tyngsborough Bridge è il ponte più lungo e il più antico di questo tipo di ponti nel Massachusetts.
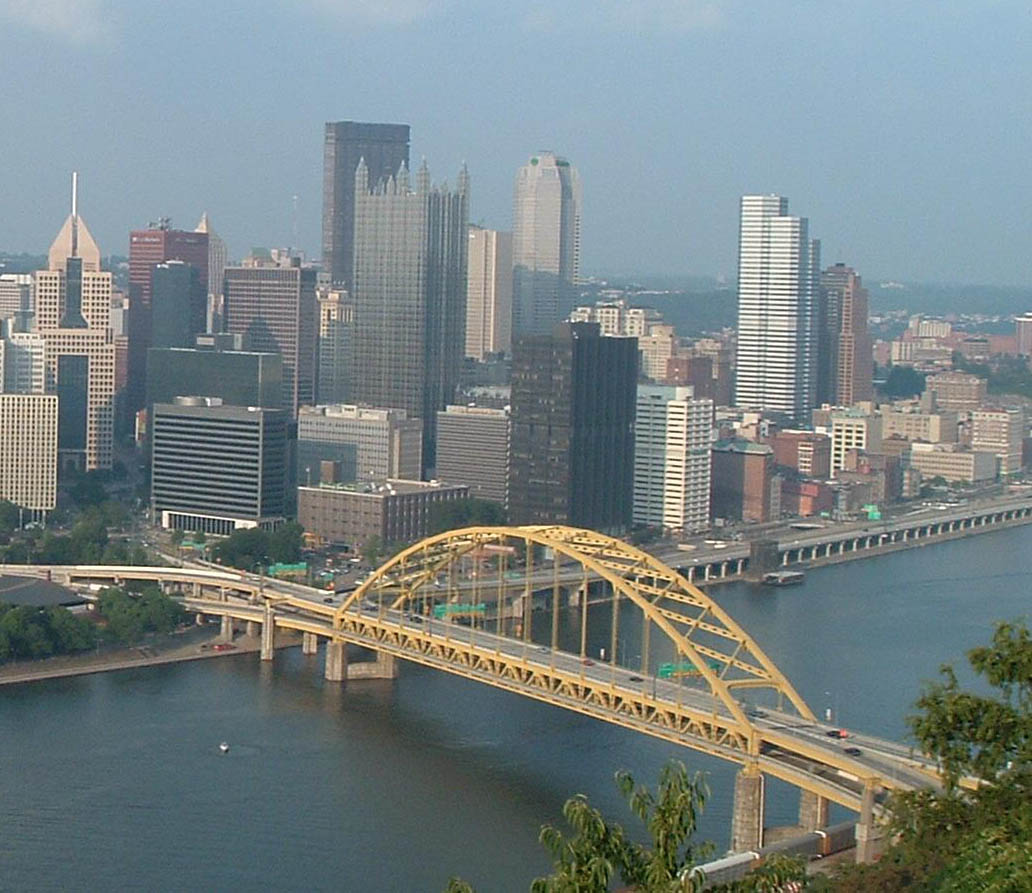
Il Fort Pitt Bridge è un ponte bow-string. Notare che gli archi terminano in cima a sottili piloni emergenti, che non forniscono spinte laterali; è la tensione sul piano stradale che trattiene l'arco.
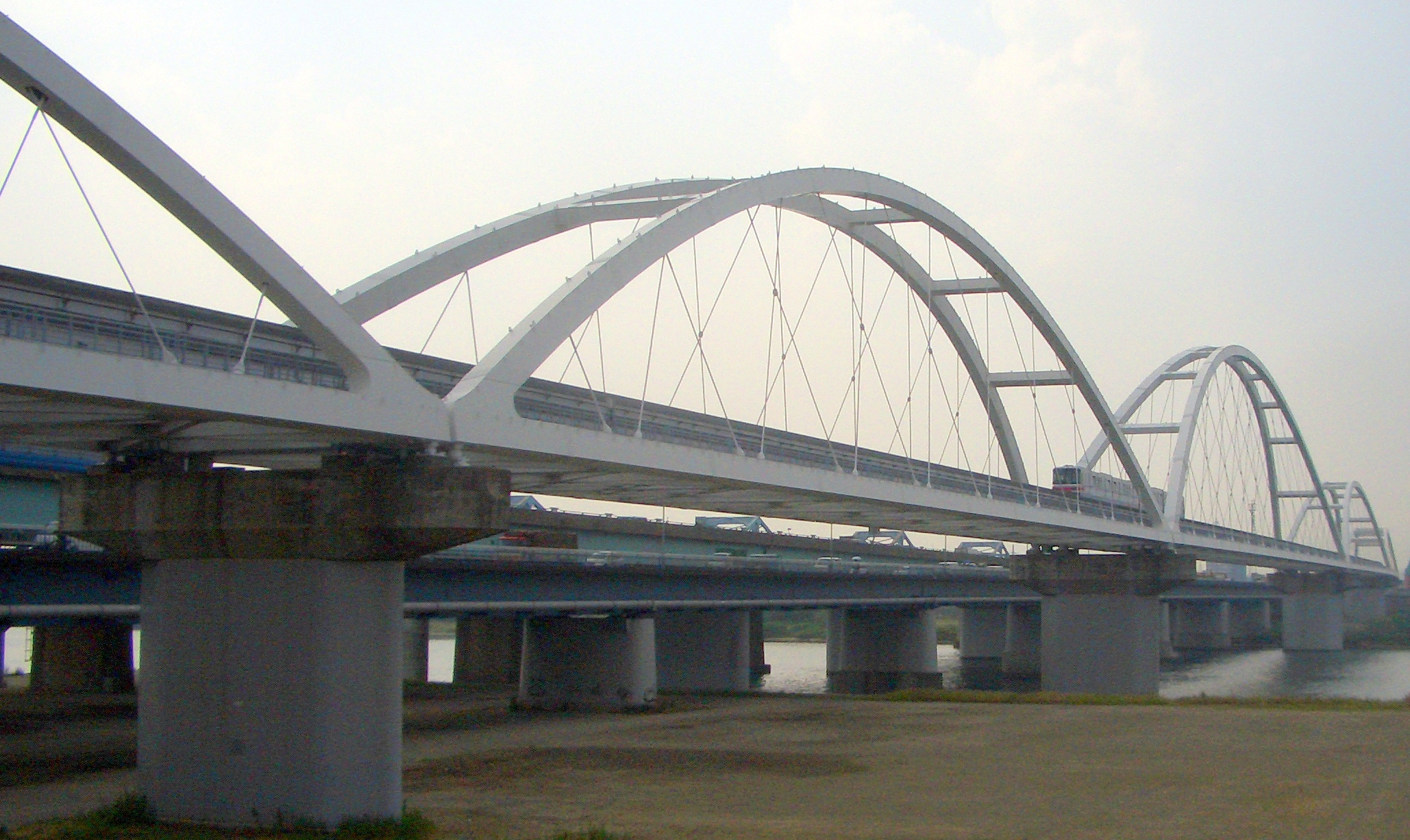
Torikai ohasi (Torikai big bridge 鳥飼大橋) - sul fiume Yodo, Osaka, Japan.
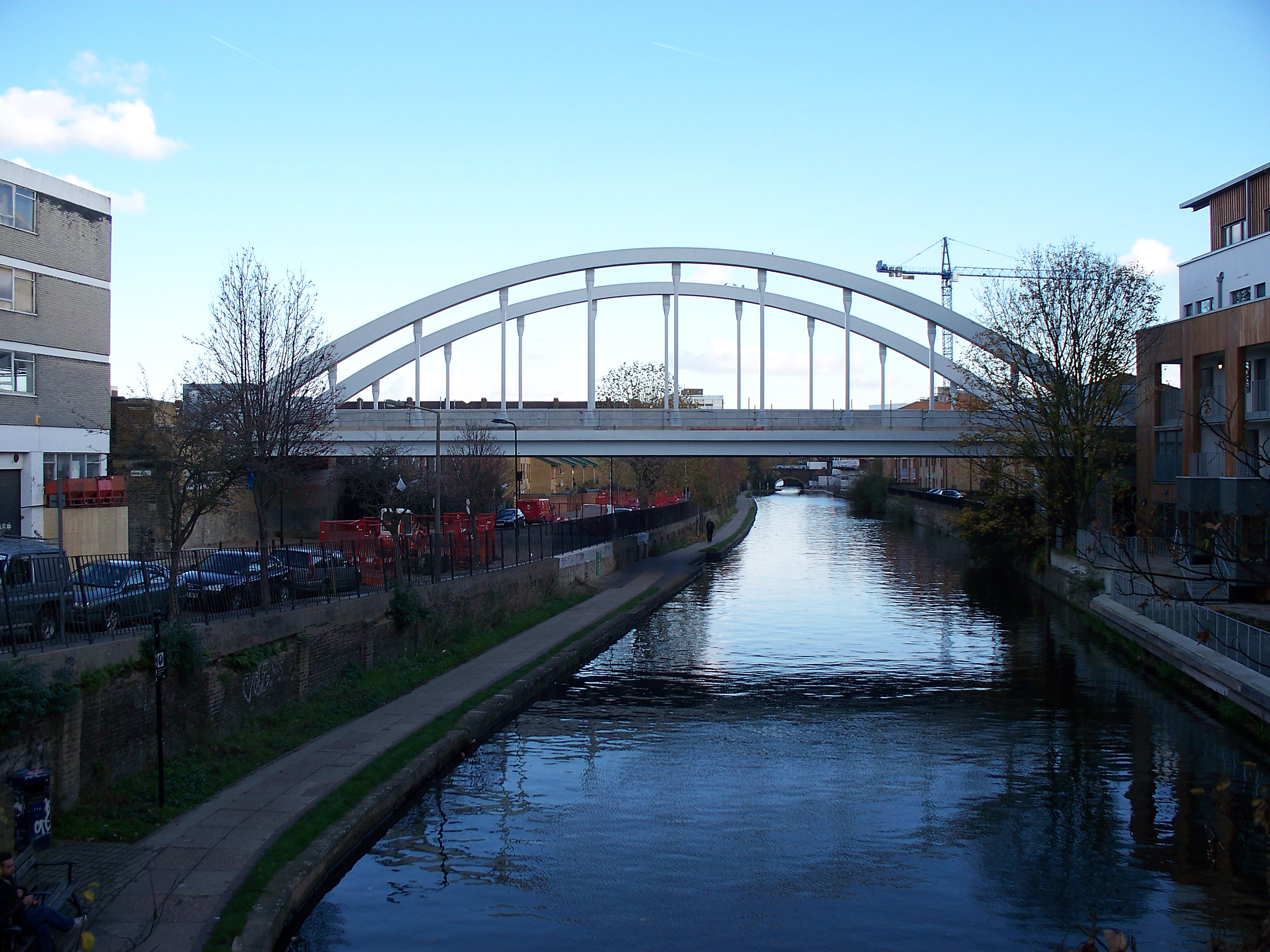
Il ponte Haggerston sostiene il London Overground attraverso il Regent's Canal.
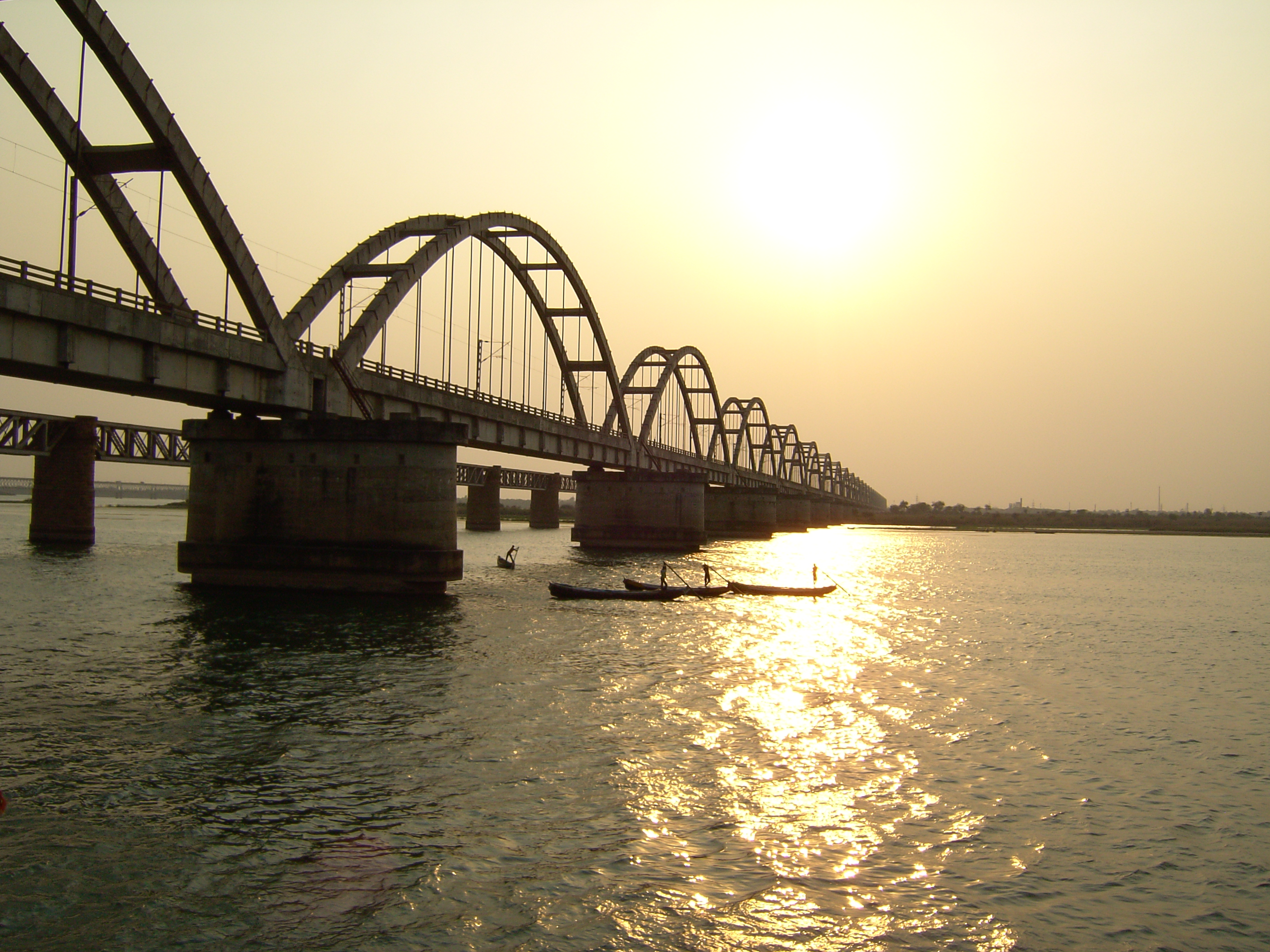
Il ponte ad arco Godavari  sulla South Central Railway Line in India. Fu progettato per un servizio ferroviario a 250 km/h.
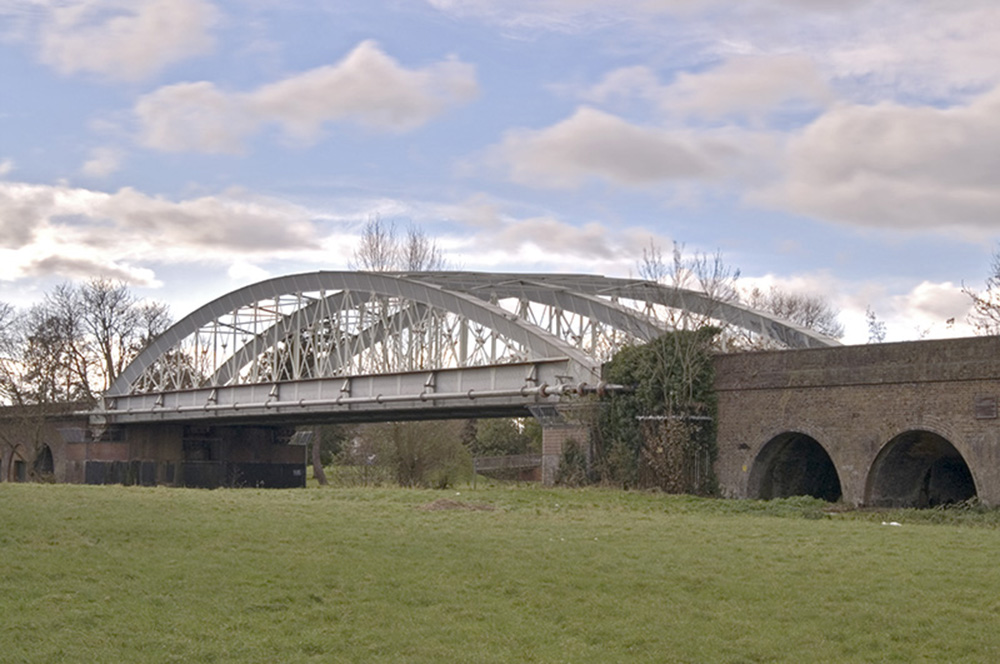
Il Windsor Railway Bridge, presso Windsor, progettato da Brunel e costruito nel 1849.
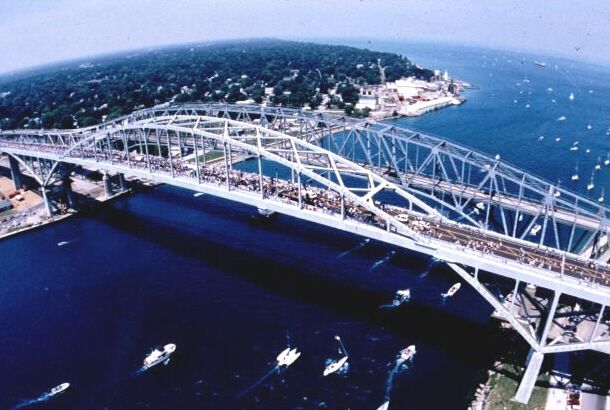
Il Blue Water Bridge sul Fiume Saint Clair, tra Port Huron, nel Michigan, e Point Edward, nell'Ontario (Canada); seconda campata (in secondo piano) costruito nel 1997.
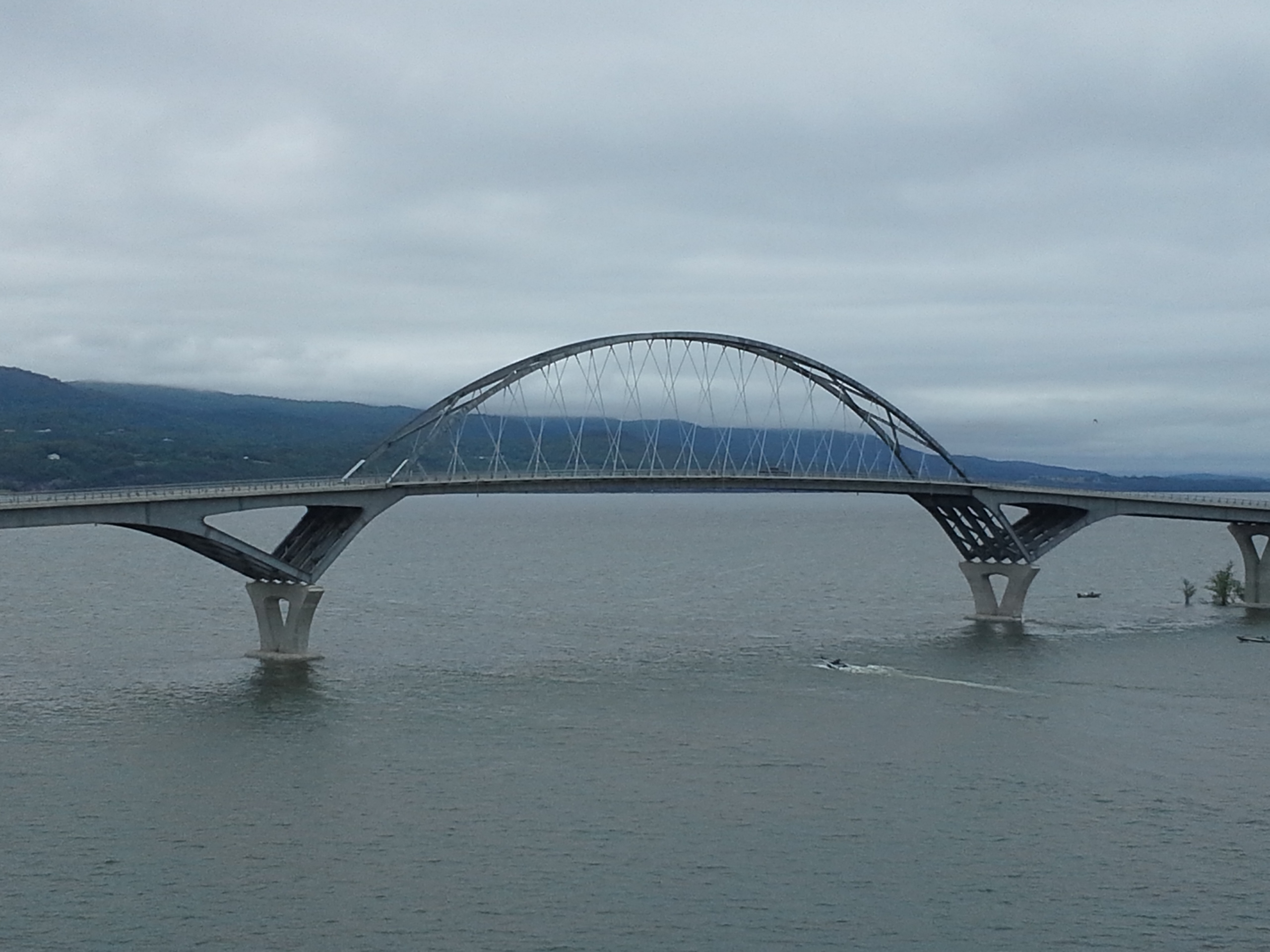
Il Lake Champlain Bridge sull'omonimo lago tra Crown Point (stato di New York) e il Chimney Point nel Vermont.
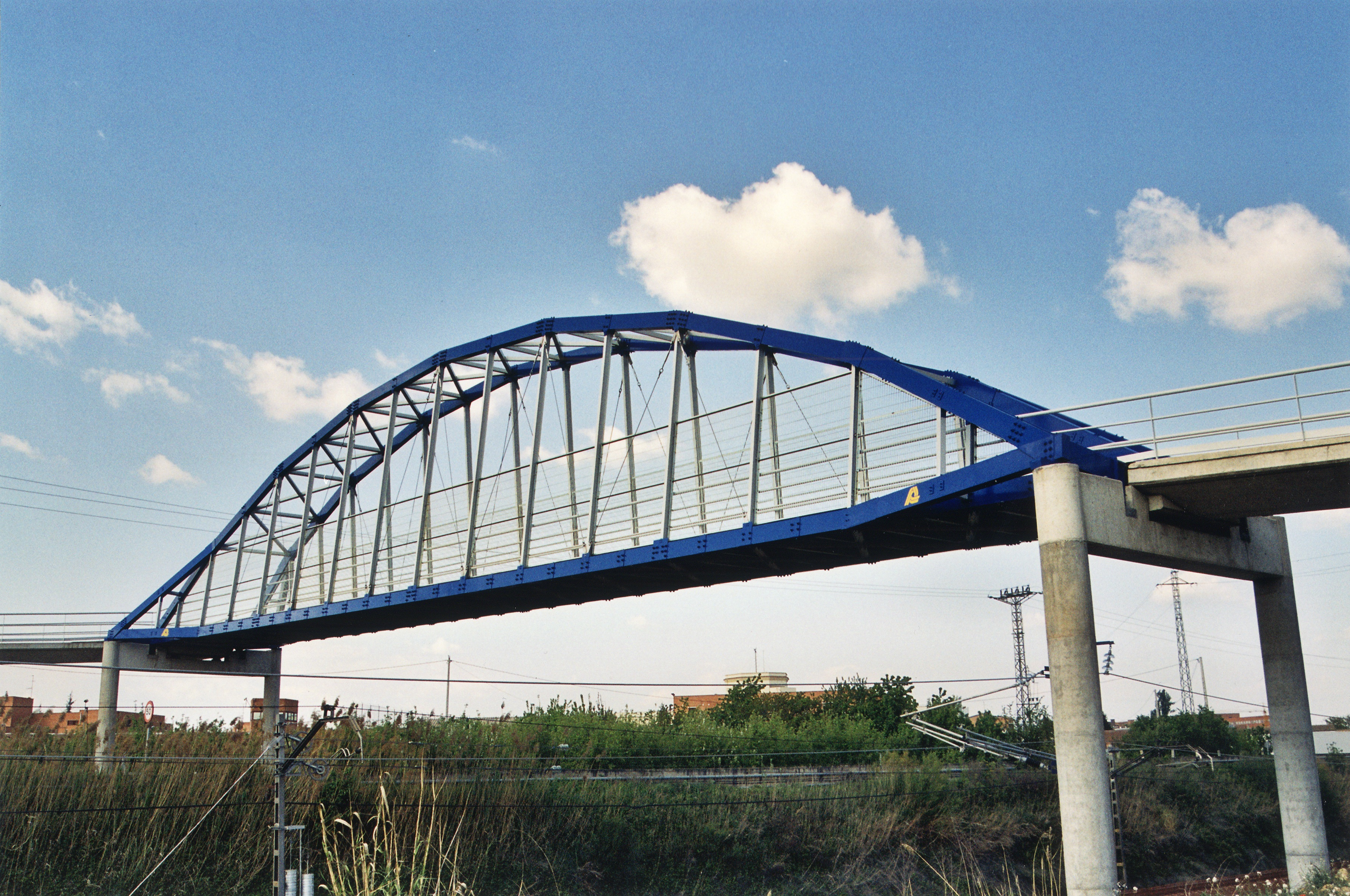
Il ponte pedonale GFRP Lleida lungo la Ferrovia ad alta velocità Madrid-Barcellona-Confine francese presso la città di Lleida, il primo e più lungo ponte ad arco costruito in materiali rinforzati con fibre a matrice polimerica.
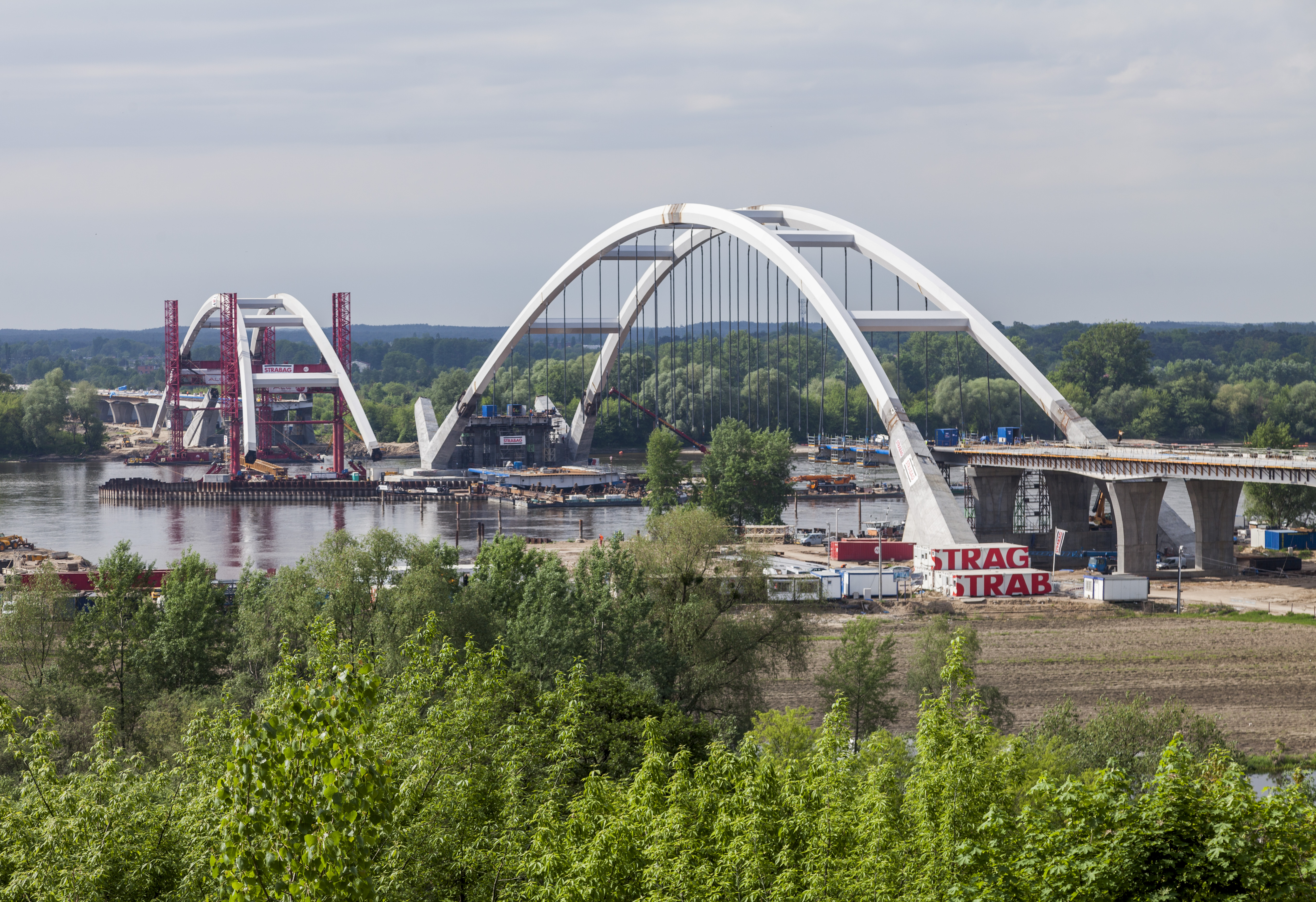
Il ponte stradale sulla Vistola a Toruń in costruzione.